# 田家庄城堡
田家庄城堡，位于中国青海省湟中县汉东乡田家庄，为青海省市县级文物保护单位，公布日期为2001年12月27日，类型为古建筑。
田家庄城堡的历史年代为清。